# Oxyrhopus petolarius
Espèce
Synonymes
- Coluber petola Linnaeus, 1758
- Oxyrhopus petola (Linnaeus, 1758)
- Coluber digitalis Reuss, 1834
- Lycodon semifasciatus Tschudi, 1845
- Oxyrhopus bipraeocularis
Duméril, Bibron & Duméril, 1854
- Oxyrhopus multifasciatus
Duméril, Bibron & Duméril, 1854
- Oxyrhopus immaculatus
Duméril, Bibron & Duméril, 1854
- Oxyrhopus sebae
Duméril, Bibron & Duméril, 1854
- Oxyrhopus spadiceus
Duméril, Bibron & Duméril, 1854
- Oxyrhopus doliatus semicinctus Cope, 1887
- Oxyrhopus intermedius Werner, 1899
- Oxyrhopus doliatus var. aequifasciata Werner, 1909
- Clelia cornelli Müller, 1928
- Clelia baileyi Smith, 1942

Oxyrhopus petolarius  est une espèce de serpents de la famille des Dipsadidae.

## Répartition
Cette espèce se rencontre :
- dans le sud-est du Mexique ;
- en Amérique centrale ;
- à Trinité-et-Tobago ;
- en Amérique du Sud à l'exception du Guyana, du Suriname, du Chili, de l'Argentine, du Paraguay et de l'Uruguay.

## Description
C'est un serpent ovipare.

## Liste des sous-espèces
Selon The Reptile Database (2 septembre 2013) :
- Oxyrhopus petolarius digitalis (Reuss, 1834)
- Oxyrhopus petolarius petolarius (Linnaeus, 1758)
- Oxyrhopus petolarius sebae Duméril, Bibron & Duméril, 1854

## Publications originales
- Duméril, Bibron & Duméril, 1854 : Erpétologie générale ou histoire naturelle complète des reptiles. Tome septième. Deuxième partie, p. 781-1536 (texte intégral).
- Linnaeus, 1758 : Systema naturae per regna tria naturae, secundum classes, ordines, genera, species, cum characteribus, differentiis, synonymis, locis, ed. 10 (texte intégral).
- Reuss, 1834 : Zoologische miscellen. Reptilien, Ophidier. Abhandlungen aus dem Gebiete der beschreibenden Naturgeschichte, vol. 1, p. 129-162.